# 大菅南坡
大菅 南坡（おおすが なんぱ、宝暦4年（1754年） - 文化11年11月15日（1814年12月26日））は江戸時代後期の儒学者。名は集。通称は権之丞。字は翊之。別号に蘭沢。

## 生涯
宝暦4年（1754年）生まれた。生家は石谷家とも岩泉家ともいう。彦根藩の儒者野村東皐に儒学を学んだ。大菅中養父の婿養子となり、藩士印具氏に仕えたが、陪臣に甘んずることを嫌って致仕し、京都に上った。京都では講談で評判を取った。
天明6年（1786年）2月20日、彦根藩主井伊直幸に呼び戻され、直接儒員に取り立てられた。次代藩主井伊直中には度々相談を受け、寛政3年（1791年）9月13日月見の宴を病欠した際には、「さ丹頬ふ君が辺りと別きて尚ほ今宵の月の清く照るらん」「隈もなく今宵の月と照りたれど君をし見ねば楽しくもなし」の2首を賜った。
寛政11年（1799年）直中の稽古館を設立に関わり、設立後その学問方に就任した。文化11年（1814年）11月15日病没。

## 経歴
- 天明6年（1786年）2月20日 - 儒員、10人扶持[2]
- 寛政4年（1792年）7月28日 - 系譜編輯掛[2]
- 寛政8年（1796年）5月19日 - 遊学を許される[2]
- 寛政11年（1799年）5月 - 帰国[2]
- 同年8月4日 - 稽古館学問方[2]
- 同年12月26日 - 稽古館設立に関わった功で、金500匹下賜[2]
- 寛政12年（1800年）12月28日 - 職務勉励に付き、綿2把下賜[2]
- 享和2年（1802年）12月28日 - 15人扶持[2]

## 著作
- 『彦根史外伝』
- 『南坡疏抄』

## 性格
- 倹約家で、常に絹ではなく綿衣を着ていたので、綿衣先生と呼ばれた[2]。